# Osvaldo Sáez
Osvaldo Tomás Sáez Álvarez (* 13. August 1923 in San Felipe; † 9. Juli 1959) war ein chilenischer Fußballspieler. Er nahm mit der chilenischen Nationalmannschaft an der Fußball-Weltmeisterschaft 1950 teil.

## Karriere

### Verein
Sáez begann in seiner Jugend in seiner Heimatstadt mit dem Fußballspielen. Seine erste Station als Profifußballer war der CD Santiago Wanderers aus Valparaíso, für den er von 1945 bis 1949 spielte. 1950 wechselte er zum CSD Colo Colo, mit dem er 1953 die nationale Meisterschaft gewann.

### Nationalmannschaft
Am 16. Januar 1946 debütierte Sáez beim Campeonato Sudamericano 1946 im Spiel gegen Uruguay in der chilenischen Nationalmannschaft. Ein Jahr später erzielte er im Verlauf des Turniers 1947 vier Tore in drei Spielen.
Anlässlich der Fußball-Weltmeisterschaft 1950 in Brasilien wurde Sáez in den chilenischen Kader berufen. Er kam jedoch in keinem der drei Spiele seiner Mannschaft zum Einsatz. Chile schied als Gruppendritter nach der Vorrunde aus dem Turnier aus.
Nach der Weltmeisterschaft nahm er auch an den Turnieren der Panamerikanischen Fußballmeisterschaft 1952 und des Campeonato Sudamericano 1953 teil.
Zwischen 1946 und 1954 bestritt Sáez 22 Länderspiele, in denen er vier Tore erzielte.

## Erfolge
- Chilenische Meisterschaft: 1953